# قومية برازيلية

علم البرازيل

القومية البرازيلية (بالبرتغالية: Nacionalismo no Brasil‏) تشير إلى قومية الشعب البرازيلي وثقافة البرازيل. ازدادت المشاعر القومية في البلاد بعد إعلان البرازيل استقلالها عن المملكة المتحدة لبرتغال والبرازيل والغرب في القرن التاسع عشر.

## التاريخ
كانت البرازيل مستعمرة برتغالية يعود تاريخ تأسيسها إلى فترة الاستعمار البرتغالي للأمريكيتين. المؤرخون ليسوا متأكدون من اللحظة الدقيقة التي طوَّر فيها البرازيليون قوميتهم المحلية منفصلةً عن القومية البرتغالية. يُشار في بعض الحالات إلى لحظة الاكتشاف بحد ذاتها، في حين يُشار في حالات أخرى إلى اكتشافات البانديريتشس أو الجبهة الأمريكية الجنوبية من الحرب البرتغالية الهولندية خلال القرن السابع عشر.
لم تتجلى أولى الأمثلة عن المشاعر القومية القوية إلَّا خلال القرن التاسع عشر. عملت الأقلية البيضاء المولودة في البرازيل والتي حكمت البلاد على تطوير مشاعر مناهضة للنظام الاستعماري حيث أظهرت عدائيةً تجاه السلطات البرتغالية. ويعود تاريخ وجود المؤامرات المحلية التي حِكت للانفصال عن البرتغال إلى عام 1789، بيد أن البرازيل لم تنل استقلالها حتى عشرينيات القرن التاسع عشر، عقب نقل البلاط البرتغالي إلى البرازيل إبَّان الحروب النابليونية. كان لدى البرازيليين الرغبة في التمتع بالحكم الذاتي واستاؤوا من أخذ ثروات الأمة البرازيلية إلى البرتغال.
ظلت القومية البرازيلية بعد الاستقلال تتسم بالمشاعر المناهضة للبرتغاليين، واتسعت دائرة هذه المشاعر لتشمل مناهضة البريطانيين والأمريكيين الإسبان (وخصوصاً ضد دول حوض ريو دي لا بلاتا والأرجنتين وباراغواي والأوروغواي)، فتشكلت قومية مناهضة للأجانب. وكانت القومية المناهضة للبرتغاليين في حقيقة الأمر شائعةً في جميع أنحاء البرازيل، وساعدت في الحفاظ على وحدة البلاد خلال الفترات التاريخية الأخيرة من الحقبة الاستعمارية وما تبعها من السنوات اللاحقة التي عمتها الفوضى بُعيد الاستقلال. وكذلك كانت الملكية البرازيلية عاملاً من عوامل الوحدة الوطنية في البرازيل، حيث قبلت غالبية الطبقة النخبوية سلطة الملوك وهابت العواقب المحتملة والتي كانت قد تؤدي لاندلاع ثورة للعبيد على طبقة النخبويين. شمل تصور الطبقة النخبوية بلداً تألف سكانها من البيض، ولكن العبيد والمولاتو والمستيزو شكَّلوا حوالي ثلثيّ سكان البرازيل. ولهذا السبب فقد عمل النخبويون على تشجيع هجرة الأوروبيين من أجل زيادة أعداد البيض في البلاد.
كما أدت المشاعر المناهضة للبرتغاليين إلى زيادة استعمال اللغة الفرنسية مما أضر بمكانة وموقع اللغة البرتغالية. نُظِرَ إلى فرنسا حينذاك في البرازيل باعتبارها مثالاً يُحتذى به عن التقدم والحضارة. بدأت ملامح القومية الأدبية بالتشكل في أربعينيات القرن التاسع عشر مع بروز أعمال جوزيه دي ألينكار، الذي وظَّف النماذج الأدبية الفرنسية لكي يصف مناطق والبيئات الاجتماعية البرازيلية. وغدت الأعمال الأدبية القومية أكثر تعقيداً خلال النصف الثاني من القرن التاسع عشر.